# Sinjin Smith
Christopher St. John "Sinjin" Smith (Santa Monica, 7 mei 1957) is een voormalig volleyballer en beachvolleyballer uit de Verenigde Staten. In die laatste discipline behaalde meer dan negentig overwinningen in de AVP Tour en won hij met Randy Stoklos de eerste vier edities van de FIVB World Tour. Daarnaast nam hij eenmaal deel aan de Olympische Spelen. Smith werd in 2003 opgenomen in de International Volleyball Hall of Fame.

## Carrière

### 1977 tot en met 1993
Smith begon met volleybal op het strand van Santa Monica. Hij kwam in de zaal uit voor het universiteitsteam van de UCLA, waarmee hij in 1978 en 1979 de finale van het NCAA-kampioenschap speelde. In 1979 won Smith met UCLA de titel en werd hij uitgeroepen tot beste speler. Hij maakte van 1979 tot en met 1982 deel uit van de Amerikaanse volleybalploeg. Als beachvolleyballer speelde hij in 1977 met Ron Van Hagen in Santa Cruz in zijn eerste professionele wedstrijd. Datzelfde jaar boekte hij met Mike Normand op het strand van Marine Street ook zijn eerste toernooizege. Van 1979 tot en met 1981 vormde Smith een team met Karch Kiraly. Het eerste jaar wonnen ze elk van de vijf toernooien waar ze aan deelnamen. Met Jim Menges won Smith bovendien het toernooi van Manhattan Beach. In 1980 waren Smith en Kiraly goed voor zeven overwinningen en het jaar daarop kwamen ze bij zeven toernooien tot zes overwinningen. In 1982 speelde Smith vier wedstrijden met Mark Eller waarna hij een team vormde met Randy Stoklos – met wie hij tot en met 1993 zou volleyballen. Het eerste jaar boekten ze zes overwinningen en behaalden ze drie tweede plaatsen. Met Kiraly won Smith het toernooi van San Diego. Het seizoen daarop kwamen Smith en Stoklos bij zestien toernooien tot acht overwinningen.
Smith was betrokken bij de oprichting van de Association of Volleyball Professionals (AVP) in 1983 en zat tot 1989 in de raad van bestuur van de spelersvakbond. In 1984 vond de eerste editie van de AVP Tour plaats. Smith en Stoklos deden mee aan dertien toernooien waarvan ze er zeven wonnen. Daarnaast speelde Smith vier wedstrijden met Kiraly met wie hij twee overwinningen behaalde (Marine Street en Santa Barbara). Het seizoen daarop nam het duo deel aan zeventien toernooien en kwam daarbij tot vijf overwinningen (Clearwater, Laguna Beach, San Diego, Honolulu en Seal Beach). In 1986 eindigden ze bij 24 toernooien zeventien keer als eerste en het seizoen daarop kwamen ze bij 25 wedstrijden tot vijftien overwinningen. In 1987 namen Smith en Stoklos in Rio de Janeiro bovendien deel aan het eerste toernooi dat door de wereldvolleybalbond (FIVB) werd georganiseerd en waar ze de finale wonnen van hun landgenoten Karch Kiraly en Pat Powers. Het jaar daarop waren ze actief op 24 toernooien in de AVP Tour en behaalden ze twaalf overwinningen. Bij het internationale toernooi van Rio eindigde het duo als vierde achter de Brazilianen Renan Dal Zotto en José Montanaro. In 1989 kwamen Stoklos en Smith bij 22 toernooien tot negen overwinningen. In februari van dat jaar wonnen ze opnieuw het FIVB-toernooi van Rio door de het Braziliaanse tweetal Edinho de Mattos en Eduardo Tinoco in de finale te verslaan.
Daarnaast namen ze gedurende het seizoen 1989/90 deel aan de eerste editie van de FIVB World Tour. Smith en Stoklos wonnen de toernooien van Jesi en Rio en behaalden daarmee ook de eindzege in de mondiale competitie. In de AVP Tour kwamen ze twee jaar op rij tot elf overwinningen. In februari 1991 won het duo het toernooi van Rio, en daarmee ook het klassement van de tweede editie van de World Tour, door hun landgenoten Tim Hovland en Kent Steffes in de finale te verslaan. Op mondiaal niveau behaalden Smith en Stoklos gedurende het seizoen 1991/92 vier overwinningen. In Sydney wonnen ze tot twee keer toe van de Brazilianen André Lima en Guilherme Marques en in Cattolica waren ze te sterk voor hun landgenoten John Eddo en Leif Hanson. In Rio sloten ze het seizoen af met de overwinning op het Braziliaanse duo Paulão Moreira en Paulo Emilio Silva. Daarmee wonnen ze voor de derde keer het eindklassement van de World Tour. Het daaropvolgende seizoen behaalden ze met een zege in Almería op Eduardo Garrido en Roberto Moreira en een derde plaats in Rio voor de vierde en laatste keer de eindoverwinning in de World Tour. In de Amerikaanse competitie deden ze in 1992 mee aan 22 toernooien met overwinningen in Honolulu en Phoenix als beste resultaat. Het jaar daarop speelde Smith nog acht wedstrijden met Stoklos in de AVP Tour en behaalde hij een overwinning in Fort Myers. De rest van het seizoen volleybalde hij met verschillende partners, waaronder Tim Hovland, Ricci Luyties en Bruk Vandeweghe.

### 1994 tot en met 2001
Vanaf 1994 was Smith met name actief in de World Tour en minder in de AVP Tour. Tijdens het seizoen 1994/95 vormde hij een team met Vandeweghe. Het duo deed mee aan zes toernooien. Bij de Goodwill Games in Sint-Petersburg wonnen ze een bronzen medaille ten koste van de Australiërs Andrew Burdin en Julien Prosser. In Carolina behaalden ze het zilver achter Roberto Lopes en Paulão Moreira uit Brazilië en in Fortaleza verloren ze de wedstrijd om het brons van het eveneens Braziliaanse duo Rogério Ferreira en Guilherme Marques. Van 1995 tot en met 1997 vormde Smith een team met Carl Henkel. In het seizoen 1995/96 namen ze deel aan zeventien toernooien. In Enoshima wonnen ze het zilver achter Roberto Lopes en Franco Neto en in Carolina wonnen ze het brons ten koste van João Brenha en Miguel Maia uit Portugal. In Busan, La Baule en Bali eindigde het duo als vierde en in Clearwater, Marseille, Hermosa Beach en Lignano kwamen ze tot een vijfde plaats. In 1996 kwamen ze bij dertien toernooien in de World Tour in actie. Ze behaalden daarbij drie zilveren medailles (Marseille, Lignano en Jakarta). In Atlanta namen Smith en Henkel deel aan het eerste olympische beachvolleybaltoernooi. In de vierde ronde verloren ze van hun landgenoten en latere kampioenen Kiraly en Steffes en in de herkansing werden ze uitgeschakeld door Brenha en Maia, waardoor ze als vijfde eindigden.
Het jaar daarop deden ze in Los Angeles mee aan de eerste wereldkampioenschappen waar ze in de eerste ronde werden uitgeschakeld door de Canadezen John Child en Mark Heese. Bij de overige zeven toernooien kwamen ze tot een vierde plaats in Fortaleza achter het Argentijnse tweetal Martín Conde en Eduardo Martínez en zevende plaatsen in Klagenfurt en Oostende. In 1998 vormde Smith een team met Luyties. Op mondiaal niveau behaalden ze een zevende plaats in Lignano en een achtste plaats bij de Goodwill Games in New York. In de AVP Tour kwamen ze bij negen toernooien tot vier negende plaatsen. Het daaropvolgende seizoen speelde Smith twee wedstrijden in de World Tour met Rob Heidger (zevende in Mar del Plata en vijfde in Acapulco), waarna hij opnieuw een team met Henkel vormde. Bij de WK in Marseille verloren Smith en Henkel in de derde ronde van het Spaanse tweetal Javier Bosma en Fabio Díez. In de tweede wedstrijd van de herkansingsronde werden ze vervolgens uitgeschakeld door de Australiërs Julien Prosser en Lee Zahner, waardoor ze als zevende eindigden. Bij de overige tien toernooien kwam het duo tot twee zevende plaatsen (Moskou en Tenerife).
In 2000 namen Smith en Henkel deel aan dertien toernooien en eindigden daarbij vier keer in de top acht. In Oostende wonnen ze zilver achter de Brazilianen José Loiola en Emanuel Rego. In Stavanger behaalden ze een vijfde plaats en in Mar del Plata en Klagenfurt eindigden ze als zevende. Het seizoen daarop kwamen ze bij negen toernooien in de World Tour tot twee negende plaatsen. Bij de WK in Klagenfurt bereikte het duo de zestiende finale die verloren werd van het Noorse tweetal Vegard Høidalen en Jørre Kjemperud. In augustus speelde Smith met George Roumain bij het AVP-toernooi van Manhattan Beach zijn laatste professionele beachvolleybalwedstrijd. Twee jaar later werd hij opgenomen in de International Volleyball Hall of Fame.

### Nevencarrière
Smith schreef het boek Kings of the Beach, dat later onder dezelfde naam zowel door Electronic Arts (1988) als Konami (1990) werd uitgebracht als computerspel. Hij had een gastrol in een aflevering van de televisieserie Magnum, P.I. en verscheen in verschillende commercials.

## Palmares
Kampioenschappen;
- 1994:  Goodwill Games
- 1996: 5e OS
- 1999: 7e WK

FIVB World Tour
- 1987:  Rio de Janeiro Open
- 1989:  Rio de Janeiro Open
- 1989:  Jesi Open
- 1990:  Rio de Janeiro Open
- 1990:  FIVB World Tour
- 1991:  Rio de Janeiro Open
- 1991:  FIVB World Tour
- 1991:  Sydney Open
- 1991:  Cattolica Open

- 1992:  Sydney Open
- 1992:  Rio de Janeiro Open
- 1992:  FIVB World Tour
- 1992:  Almería Open
- 1993:  Rio de Janeiro Open
- 1993:  FIVB World Tour
- 1994:  Carolina Open
- 1995:  Enoshima Open
- 1995:  Carolina Open
- 1996:  World Series Marseille
- 1996:  World Series Lignano
- 1996:  World Series Jakarta
- 2000:  Oostende Open